# Philippe Rouillac
Philippe Rouillac, né le 19 novembre 1951 à Hennebont dans le Morbihan, est un commissaire-priseur français exerçant à Vendôme (Loir-et-Cher) et expert près la cour d'appel d'Orléans.

## Biographie
Philippe Rouillac est lauréat des concours généraux scolaires et universitaires en droit, et ancien élève de l'Institut d'études politiques de Paris et de l'Institut national des langues et civilisations orientales. Il publie, à la suite d'un voyage en Chine en 1974, une série d'articles dans Le Quotidien de Paris qui retiennent l'attention d'André Malraux. Ce dernier lui demande de le seconder pour la réédition de son cycle La Métamorphose des dieux, en particulier L'intemporel.
Marié en 1978 avec Christine Lelièvre, elle-même fille de commissaire-priseur, il est nommé en 1983 commissaire-priseur à la résidence de Vendôme, ville dont il devient ambassadeur, et expert auprès de la cour d'appel d'Orléans en 1989.
En 1989, avec son épouse Christine et sous le parrainage de la marquise Sue de Brantes, il crée la vente annuelle « Garden Party à la française » qui se  déroule au château de Cheverny de 1989 à 2014, puis au château d'Artigny à partir de 2015.
Il est président de la Société archéologique du Vendômois de 1986 à 2011, puis de la Société archéologique de Touraine de 2015 à 2018. Il est aussi président de l'association du Moulin à marée du Birlot sur l'île de Bréhat jusqu'en 2020. On lui doit la sauvegarde du manège Rochambeau (milieu XIXe siècle) à Vendôme, et après restauration l’ouverture de l’ancienne chapelle Saint Libert (XIVe siècle) à Tours. Il anime la conférence annuelle Les Rendez-vous de l'histoire à Blois.
Son fils Aymeric Rouillac, également commissaire-priseur, le rejoint professionnellement en 2010. La chaîne Arte le choisit avec son fils Aymeric pour incarner la série documentaire Commissaires-priseurs ! diffusée fin 2012 et dans laquelle ils sont surnommés « Chasseurs de trésors » ,. Il est également le père de Paul Rouillac, auteur de livres Pop Up[pas clair].
En 2019, il préface Adjugé ! La saga des Rouillac, aux éditions Monelle Hayot. Son marteau de commissaire-priseur a été confectionné pour lui par l’orfèvre Goudji.

## Ventes aux enchères
La société de vente Rouillac SAS qu'il préside totalise 13 enchères millionnaires. Parmi elles, figurent quelques plus hautes enchères de l'année en France  en 2000, avec les Voiles à Chatou par Maurice de Vlaminck pour 16 millions de francs, puis en 2002 avec le portrait de George Washington par Peale offert au maréchal Rochambeau pour 5,2 millions en d’euros. En 2012, l'épouse de René Clément lui confie sa  collection de tableaux modernes, le Portrait de Madeleine Grey à la rose de Van Dongen obtient 1,1 million d'euros. Enfin en 2013, le coffre de Mazarin est acquis pour 7,3 millions d'euros par le Rijksmuseum d'Amsterdam.
Il a également adjugé les collections du marquis de Sade, du maréchal de Rochambeau héros de la guerre d’indépendance américaine, les Picasso de son éditeur Charles Feld et tout l’univers de la chanteuse Barbara (dont son rocking chair), l’escalier de la tour Eiffel, le foulard que Louis XVI dénoua en montant à l’échafaud,, le premier appareil de cinéma parlant, la crosse du fusil de chasse de Louis XIII, les tableaux-sièges de la Pompadour, la gourde de l’empereur de Chine, le scooter de François Hollande,.

## Décorations
- Chevalier de l'ordre national du Mérite (2009)
- Chevalier de l'ordre des Arts et des Lettres (1998)
- Récipiendaire de l'ordre pro Merito Melitensi de l'ordre souverain de Malte[20]